# Мириам Спитери Дебоно
Мириам Спитери Дебоно (на малтийски: Myriam Spiteri Debono) е малтийска политичка и юристка от Лейбъристката партия. Тя е 11-ият и настоящ президент на Малта, с което става първата жена на тази позиция от остров Гозо. Била е председателка на Камарата на представителите на Малта (1996 – 1998), първата жена на този пост.

## Биография
Родена е на 25 октомври 1952 г. в град Виктория, остров Гозо, Малта, в семейството на Паулу Замит и неговата съпруга. Като дете учи в остров Гозо, след което записва да учи английска литература и лингвистика в Малтийския университет. Завършва през 1973 г., и основава Социалистическия студентски съюз. Тя продължава обучението си, като изучава право, и се дипломира като нотариус през 1980 г.
Назначена е за първи път в публична служба като председател на Съвета на кооперациите и като член-основател на Комисията за равенство между половете.
През годините тя многократно е кандидат от Лейбъристката партия на общите избори в Малта, общо пет пъти подред (1981, 1987, 1992, 1996, 2003), но но е била избирана избрана. През 1982 г. тя е избрана в националното изпълнително ръководство на партията, като е секретар по пропагандата. От 1993 до 1996 г. е председателка на женската организация на Лейбъристката партия.
През септември 1996 г. тя е назначена за председател на Камарата на представителите на Малта от министър-председателя Алфред Сант. Става първата жена, която заема тази длъжност в Малта. През октомври 1998 г. е заменена от Антон Табоне.
През януари 2023 г. е предложена за комисар по стандартите от Националистическата партия, но отказва официално да заеме тази позиция.

### Президентство
На 21 март 2024 г. е съобщено, че тя е избрана да бъде назначена за президент на Република Малта. Следващата седмица това е потвърдено в съвместно изявление, издадено от кабинетите на министър-председателя и лидера на опозицията. На 27 март 2024 г. Камарата на представителите на Малта гласува единодушно избора на Мириам Спитери Дебоно за 11-и президент на Малта, като става първият президент, избран чрез новите конституционни реформи от 2020 г., включително новото изискване за две трети от одобрението на парламента за кандидата за президент.
Мириам Спитери Дебоно е третата жена, която заема поста президент на Малта, след Агата Барбара и Мари-Луиз Колейро Прека. Тя е и третият човек назначен на този пост от остров Гозо, след Антон Бутиджиг и Ченсу Табоне. От 4 април 2024 г. е президент на Малта.